# Šangaj
Šangaj (kineski: 上海; pinjin: Shànghǎi) je luka i s 26,3 milijuna stanovnika najveći grad u Kini, te najnaseljeniji grad na svijetu (unutar granica grada). Nalazi se na obali rijeke Huang-pu, u blizini ušća rijeke Jangce. Šangaj je jedna od četiri općine koje su pod izravnom upravom središnje kineske vlade.
Iz ribarskog naselja s tekstilnom industrijom, Šangaj je tijekom 19. stoljeća izrastao u važnu luku kao jedan od gradova otvoren vanjskoj trgovini, koja je omogućena Sporazumom iz Nankinga iz 1842. godine. Grad se razvijao kao središte trgovine između istoka i zapada te je do 1930-ih postao multinacionalni financijski i poslovni čvor Kine i svijeta. Nakon 1990., ekonomske reforme Denga Xiaopinga rezultirale su novim intenzivnim razvojem Šangaja te je 2005. Šangaj postao najveća robna luka svijeta.
Grad je turistička destinacija čuvena po povijesnim znamenitostima, kao što su Bund i hram Grad Božji (Chenghuang Miao) te modernim znamenitostima, poput panorame Pudonga, koja uključuje i televizijski toranj Biser Istoka.
Šangaj je danas najveće trgovačko i financijsko središte Kine i grad najbrže rastuće ekonomije u svijetu.

## Zemljopisne odlike
Šangaj leži na istočnoj Kineskoj obali, na približno jednakom rastojanju od Pekinga i Guangzhoua. Stari grad i moderni centar Šangaja su smješteni u središtu širućeg poluotoka između delte rijeke Jangce na sjeveru i Hangzhou zaljeva na jugu, nastalom prirodnim depozitima rijeke Jangce i modernih projekata melioracije zemljišta. Općina Šanga ima status kineske pokrajine i upravlja istočnim dijelom poluotoka i većinom obližnjih otoka. Ona graniči na sjeveru i zapadu s Jiangsuom, na jugu sa Zhejiangom, i na istoku s Istočnim kineskim morem. Njezina najsjevernija točka je na otoku Chongming, drugom po veličini otoku kontinentalne Kine nakon njegove ekspanzije tijekom 20. st. Općina ne obuhvaća enklavu Jiangsua na sjevernom Chongmingu, niti dva otoka koji tvore Šangajasku luku Yangshan, a koji su dio Zejijanga u okrugu Shengsi. Ta duboka luka je postala neophodna s povećanjem veličine kontejnerskih brodova, kao i zbog zamuljavanja rijeke Jangce, koja se sužava na manje od 20 m oko 70 km od otoka Hengsha
Centar Šangaja je podijeljen rijekom Huangpu, vještačkom pritokom rijeke Jangce koja je napravljena po naredbi generala Chunshena tijekom Razdoblja zaraćenih država. Povijesno središte grada je bilo na zapadnoj obali Huangpua (Puxi), u blizini ušća potoka Suzhoua, koji ga povezuje s jezerom Taj i Velikim kineskim kanalom. Glavna financijska četvrt, Lujiazui je izrasla na istočnoj obali Huangpua (Pudong). Uništenje lokalnih močvara zbog izgradnje međunarodnig aerodroma Pudong duž istočne obale poluotoka je obustavljeno zbog zaštite i proširenja obližnjih plićaka Jiuduansha kao rezervata prirode.
Šangaj je smješten na aluvijalnoj ravni, te je velika većina njegovih 6340,5 km2 ravna, s prosječnom visinom od 4 m. Zbog pjeskovitog zemljišta njegovi neboderi su napravljeni s dubokim betonskim temeljima kako bi se spriječilo da potonu u meko zemljište. Malobrojna brda, kao što je brdo She Shan, leže na jugozapadu, a najviša točka je vrh otoka Dajinshan u Hangzhou zaljevu visine 103 m. Grad ima i mnoštvo rijeka, kanala, potoka i jezera, i poznat je po svojim bogatim vodenim resursima kao dio sliva jezera Taj

### Klima
Šangaj ima vlažnu suptropsku klimu s četiri godišnja doba. Zime su hladne i vlažne, a hladni sjeverozapadni vjetrovi sa Sibira mogu prouzročiti pad noćne temperature do ispod nule, premda se rijetko događa da godina ima više od jednog ili dva dana sa snježnim padalinama. Ljeta su topla i vlažna s, u prosjeku 8,7 dana godišnje temperaturom od preko 35 °C; povremene provale oblaka ili oluje s grmljavinom su moguće. Grad je također podložan tajfunima tijekom ljeta i početkom jeseni, no nijedan zadnjih godina nije prouzročio znatniju štetu Najprijatnija sezona je proljeće, premda je promjenljivo i često pada kiša, te jesen koja je uglavnom sunčana i suha. Prosječna temperatura u gradu je 4,2 °C u siječnju i 27,9 °C u srpnju, s godišnjim prosjekom od 16,1 °C. Mjesečni prosjek mogućeg sunčanog vremena je u opsegu od 34% u ožujku do 54% u kolovozu, te grad dobiva 1.895 sunčanih sati godišnje. Ekstremne temperature u opsegu općine su zabilježene: 40,8 °C na dan 7. kolovoza 2013. i −12,1 °C na dan 19. siječnja 1893.

## Povijest

### Nastanak grada
Šangaj se prvi put pojavljuje 960.  kao selo. S gospodarskim razvojem delte rijeke Jangce razvijao se i Šangaj. Porezni biro je ovdje otvoren 1074. Do 1264. povezao se s tri susjedna sela. U ovo vrijeme Šangaj je bio trgovačka luka odakle se pamuk izvozio u Peking, unutrašnjost zemlje i u Japan. Do vremena dinastije Qing(1644–1911) velike cehovske organizacije su podijelile ekonomsku i, dijelom, političku vlast u gradu.
Iako poznat kao trgovačko središte još u 12. stoljeću, tek je nakon poraza Kine u Prvom opijumskom ratu (1839. – 1842.) otvoren za trgovinu Europljanima, zbog čega se brzo razvio u jedno od najvažnijih trgovačkih centara Istočne Azije. U velikom dijelu grada, strane su sile ostvarile suverenitet i cijeli niz privilegija. Zbog toga, tamo se razvio nacionalistički i revolucionarni pokret te je u 20. stoljeću grad imao burnu povijest - godine 1927. u njemu je izvršen veliki pokolj komunista, a teško je stradao 1937. za vrijeme japanskog napada na Kinu. Godine 1949. postao je dijelom NR Kine.

### Strane koncesije
Nakon Opijumskih ratova, Velika Britanija je 1842. Sporazumom iz Nankinga osigurala otvaranje Šangaja za trgovinu s europskim trgovcima. Britanci su odabrali Šangaj jer je grad od 1840-ih postao najzačajniji trgovački grad Istočne Azije. S trgovcima, u Šangaj su stigli i kršćanski misionari. Misionari i trgovci su uživali slobodu boravka i imali politički imunitet.
Za Britancima su 1847. stigli Francuzi, i te dvije sile su u gradu uspostavile prve strane koncesije. Britanci su izabrali Bund i oblast sjeverno od starog grada, dok su Francuzi izabrali jugozapadni dio u kojem su francuski misionari 200 godina ranije izgradili katedralu. U međuvremenu, u gradu je nastala i židovska zajednica.
Amerikanci su stigli 1863., Japanci 1895. Naselili su se uz britansku koncesiju i tako je nastalo „Međunarodno naselje“ (International Settlement). U ovim privilegiranim enklavama, koje su formirane na neodređeno vrijeme, trgovci su se nalazili u pravnom sustavu vlastite zemlje. Postojale su i posebne policijske snage.
Zbog povoljnog položaja u blizini glavnih trgovačkih puteva svile i čaja, Šangaj se do 1900. razvio u važnu luku i industrijski centar. Šangaj je kontrolirala „Zelena banda“, organizacija nastala u 18. stoljeću od besposlenih mornara, koja je do 1920. sebi potčinila podzemlje u Šangaju. Bili su poznati po okrutnom obračunavanju s onima koji su im smetali.
Tijekom Tajpinškog ustanka (1851. – 1864.) mnogi seljaci su od masakra pobjegli u Šangaj i postali jeftina radna snaga. Ljude je privlačio i prosperitet grada. Time se formirao prvi kineski gradski proletarijat, koji je u užasnim i nestabilnim uvjetima tadašnjeg radničkog života bio potencijalna jezgra revolucije. Industrijski značaj Šangaja i njegov broj stanovnika su se brzo povećavali. I u vrijeme Bokserskog ustanka (1900.) i pada posljednjeg cara (1911.) mnogi ljudi su pohrlili u međunarodne koncesije.

### Metropola
Od kraja 19. stoljeća do 1920ih Šangaj se razvio u svjetsku metropolu. Početkom 20. stoljeća broj stanovnika je premašio milijun. Od 1918. u gradu je djelovao državnik i revolucionar Sun Jat-sen. Aldous Huxley je 1926. opisao Šangaj: "Toliko života, tako brižljivo usmjerenog, koji teče tako snažno - taj prizor u meni izaziva nešto kao jezu..." Šangaj je postao sinonim za grijeh, avanturizam i bogatstvo. Ovdje su boravili slavni: Noël Coward, Mary Pickford, Bertrand Russell, George Bernard Shaw, André Malraux, grof Galeazzo Ciano, Charles Chaplin. I kineski komunizam vuče svoje korijene iz Šangaja. Ovdje je 1915. Chen Duxiu počeo tiskati časopis „Mladost“, kasnije „Nova mladost“, koji je imao velikog utjecaja na kinesku javnost.
Kinezi su razvili zanimanje za politiku i nacionalno buđenje. Chen Duxiu je bio jedan od organizatora protesta koji su kulminirali u generalnom štrajku 5. lipnja 1919. protiv stranih imperijalista. U Šangaju je 1921. osnovana Komunistička partija Kine.
Britanski vojnici su 30. svibnja 1925. pucali na studente koji su demonstrirali. Proglašena je nacionalna revolucija. Godine 1927. nacionalna vojska pod vođstvom Čang Kaj Šeka, uz pomoć komunista, zauzela je grad i postavila na vlast Kuomintang. Iste godine vlast je brutalno ugušila proteste (poznato pod nazivom "Šangajski masakr"), kada je u kratko vrijeme, od svega nekoliko tjedana, pogubljeno 5000 ljudi bez suđenja.
Tijekom Mandžurske krize 1931. došlo je do bojkota japanske robe. Dana 28. siječnja 1932. japanska vojska je sa 70.000 vojnika okupirala grad. Sukob se završio u svibnju 1933. ponovnim uspostavljanjem normalne trgovine i demilitarizacijom područja oko grada.

### Japansko-kineski rat
Tijekom Drugog japansko-kineskog rata 1937. došlo je do druge bitke za Šangaj. Poslije borbi u kojima su pretrpile teške gubitke, japanske snage su zauzele grad 9. studenog. U predgrađima se koncentrirao veliki broj kineskih izbjeglica koje su živjele u teškim uvjetima. U samom gradu su vladali narkokarteli i anarhija.
Kratko nakon napada na Pearl Harbor u prosincu 1941., čime su SAD uvučene u Rat na Pacifiku, Japanci su u Šangaju internirali državljane zemalja saveznica, osim Francuza koje su smatrali za saveznike (Višijevska Francuska). Od 1943. internirali su i oko 18.000 njemačkih i austrijskih židova koji su se ovdje sklonili.
Nakon rata grad je vraćen Kini, jer su se SAD, Velika Britanija i Francuska tijekkom rata odrekli svojih pretenzija na grad.

### Komunisti preuzimaju vlast
Kada su komunisti 27. svibnja 1949. pod vodstvom Mao Ce Tunga umarširali u Šangaj, preuzeli su kontrolu nad najvažnijim gospodarskim i trgovinskim centrom Azije kao i nad profitabilnom međunarodnom lukom. Dok su strani trgovci očekivali da će ponovno moći otvoriti svoje radnje, novi režim je odlučio da se Šangaj, kao i cijela Kina, mora radikalno promijeniti. Zbog toga su se mnoge strane tvrtke preselile u Hong Kong. Najsiromašnije četvrti su sravnjene sa zemljom da bi se na njihovom mjestu podigli stambeni blokovi. Kriminalci i prostitutke su odvedeni na preodgoj. Strani kapital je zaplijenjen ili opterećen visokim porezima.
Pokret Kuomintang, pod vodstvom Čang Kaj Šeka, uspio je pri povlačenju na Tajvan sa sobom odnijeti i zlatne rezerve Nacionalne banke Kine. Šangaj je tako ostao kao grad bez novčanih sredstava. U periodu od 35 godina zapadni utjecaji su potiskivani. Šangaj je ostao tvrđava radikalnih komunističkih mislioca. Iz Šangaja je 1966. krenula Kulturna revolucija. Neki od crvenih gardista su proklamirali Šangajsku komunu prije no su krenuli u rušenja i osvete po gradu u kojem se razvila borba frakcija. Nakon smrti Mao Ce Tunga 1976., Šangaj je bio posljednji bastion Četvoročlane bande koja se borila zauzeti Maovo mjesto.
Do 1980-ih su centralne vlasti bile svejsne opadanja značaja Šangaja, jer su se neki od tržišnih viškova iz dugih dijelova zemlje preusmjeravali u Šangaj. Potom su prvi plan izbili oni koji su se zalagali za ponovnu izgradnju Šangaja kao metropole.

### Razdoblje gospodarskog rasta
Sredinom 1980-ih donesena je odluka da Šangaj ponovno dobije ulogu predvodnika u modernizaciji Kine. To je dovelo do ogromnog rasta industrijske proizvodnje i stranih investicija. Godine 1990. osnovana je Specijalna gospodarska zona Pudong, i time utemeljen „Novi Bund“.
Grad se profilirao kao centar za razvoj biotehnologije, informatičkih tehnologija i mikroelektronike. U njemu je sjedište brojnih međunarodnih financijskih institucija. U Šangaju se nalazi najviša zgrada u Kini, Šangajski svjetski trgovački centar visok 492 metra. To je jedini grad u svijetu u kojem redovno prometuje magnetni vlak.
Neki od problema u Šangaju još nisu riješeni, kao što su izuzetna prenaseljenost, buka, zagađenost zraka i rijeke. Grad je 1996. proglašen jednim od ekološki najugroženijih gradova u svijetu. Pojavili su se i socijalni problemi za koje su komunisti od 1949. smatrali da su zauvijek riješeni: nezaposlenost, narkomanija i prostitucija.

## Znamenitosti
Drevne građevine u Šangaju uglavnom su izgrađene za dinastije Ming, a većina njih su stambene kuće i privatni vrtovi. Postoji tek nekoliko takvih vrsta zgrada, osim vladinih ureda, škola i hramova. Većina kuća izgrađeno je u Jiangnan („bungalov”) stilu, od opeke i drva, a osim u starom gradu Šangaja, više je takvih objekata u gradovima i selima predgrađa. Šangajski privatni vrtovi su sačuvani u javnom parku Yuyuan, a staro susjedstvo ima više potpuno sačuvanih vrtova, kao što su gradovi Minhang Qibao, Qingpu Zhujiajiao i Pudong, danas predgrađa i četvrti Šangaja.
Nakon otvaranja Šangaja, uspostavljanjem koncesija i velikog ulaska europske i američke kulture, počele su se graditi vile i bungalovi zapadnog stila. U Šangaju su se također počeli pojavljivati različiti stilovi arhitekture, te je postao poznat i kao “Svjetska izložba arhitekture”, posebno u području Bunda. Šetnica Bund je mjesto okupljanja i poprilično napućeno mjesto na koje rado dolaze i turisti i lokalno stanovništvo. U tom se dijelu možda najviše ogleda povijest, odnosno utjecaji zapadnih zemalja, prije svega Francuske, Rusije, SAD-a. Najpoznatije su Carinska kuća s poznatim Big Ching zvonom, nekadašnja Zgrada središnje Kineske banke u Kini - neoklasička zgrada HSBC banke, eklektički Jiangzhai, sve do Sassoon zgrade i Hotela mira koje su izgrađene u stilu američkog art deco stila, itd. Ove izvanredne povijesne građevine Šangaja zaštićene su kao spomenici kulturne baštine. Zbog velikog porasta broja stanovnika, klasične Shikumen rezidencije u šangajskom stilu, koja je do 1980-ih bila najčešći rezidencijalni stil u Šangaju, su napuštene i izgrađene su brojne bezlične stambene zgrade.
Od 1990-ih, Šangaj je započeo opsežnu gradsku i infrastrukturnu obnovu, te je izgrađen veliki broj zgrada modernog stila kao što su komercijalne poslovne zgrade, veliki trgovački centri i stambeni neboderi. Do 2008. u Šangaju je bilo više od 2.000 visokih zgrada s više od 30 katova, posebno u području Lujiazui u Pudongu. Oriental Pearl TV toranj (468 m), Jinmao Tower i Svjetski financijski centar u Šangaju postali su znamenitosti Šangaja. God. 2015. završeni Šangajski toranj (Shangai Tower) visok 632 metra najviša je zgrada u Šangaju i druga najviša zgrada na svijetu.
Muzej Šangaj, podijeljen kronološki i stilski na četiri kata, izloženo je više od 120.000 komada povijesnog blaga kao što su vrijedni povijesni predmeti poput brončanih figura, keramike, novčića, kaligrafija i dr. No, najmoderniji šangajski muzej nalazi se u tornju „Biser Orijenta” u Pudongu, u kojem se pomoću najsofisticiranije interaktivne tehnologije može doživjeti dašak prošlosti zadnjih 6000 godina, ali i pogledati suvremene izloške kao što su primjerice kipovi slični sfingama koji su nekada čuvali zgrade Banke Hong Konga i Šangaja.
- Mjesto održavanja Prvog kongresa KPK, stara shinkumen zgrada.
- Šangajski Park Hotel na Bundu (1934.)
- Kineski paviljon za EXPO 2010
- Šangajski financijski centar i Jin Mao toranj
- Šangajski toranj

## Uprava
Šangaj je upravno izjednačen s kineskom pokrajinom i podijeljen je na 16 distrikta, od kojih svaki ima svoje urbano središte. Sedam od njih čini gradsko središte (Puxi; doslovno „Zapadna obala rijeke Pu”), poznato i kao „Uži Šangaj” (上海市区) ili „Srž grada” (市中心):  Huangpu, Xuhui, Changning, Jing'an, Putuo, Hongkou i Yangpu. Pudong („Istočna obala rijeke Pu”) je novo urbano središte Šangaja na istočnoj obali u čiju nadležnost spada i obala Jiuduansha.
U ostalih sedam distrikta pripadaju brojna predgrađa, satelitski gradovi i sela (njih 1.704) koja su udaljenija od središta, a pripojeni su Šangaju uglavnom 1990-ih: Baoshan, Minhang, Jiading, Jinshan, Songjiang, Qingpu i Fengxian.
| Upravna podjela Šangaja | Upravna podjela Šangaja         | Upravna podjela Šangaja | Upravna podjela Šangaja | Upravna podjela Šangaja            | Upravna podjela Šangaja    | Upravna podjela Šangaja | Upravna podjela Šangaja | Upravna podjela Šangaja | Upravna podjela Šangaja | Upravna podjela Šangaja | Upravna podjela Šangaja | Upravna podjela Šangaja | Upravna podjela Šangaja |
| --- | ------------------------------- | ----------------------- | ----------------------- | ---------------------------------- | -------------------------- | ----------------------- | ----------------------- | ----------------------- | ----------------------- | ----------------------- | ----------------------- | ----------------------- | ----------------------- |
| Huangpu Xuhui Changning 1 Putuo 2 Yangpu Minhang Baoshan Jiading Pudong Jinshan Songjiang Qingpu Fengxian Chongming 1. Jing'an 2. Hongkou |                                 |                         |                         |                                    |                            |                         |                         |                         |                         |                         |                         |                         |                         |
| Administrativno uređenje NR Kine | Podjela                         | Površina km2            | Stanovništvo 2010.      | Urbano područje stanovništvo 2010. | Sjedište                   | Poštanski broj          | Pod-podjele             | Pod-podjele             | Pod-podjele             | Pod-podjele             | Pod-podjele             | Pod-podjele             |                         |
| Administrativno uređenje NR Kine | Podjela                         | Površina km2            | Stanovništvo 2010.      | Urbano područje stanovništvo 2010. | Sjedište                   | Poštanski broj          | Pod-distrikti           | Gradić                  | Naselja                 | Stambene zajednice      | Sela                    |                         |                         |
| 310000 | Šangaj (上海市 Shànghǎi Shì)    | 6340,50                 | 23.019.196              | 20.555.098                         | Huangpu                    | 200000                  | 100                     | 107                     | 2                       | 4024                    | 1610                    |                         |                         |
| 310101 | Huangpu (黄浦区 Huángpǔ Qū)     | 20,46                   | 678.670                 | 678.670                            | Waitan pod-distrikt        | 200000                  | 10                      |                         |                         | 189                     |                         |                         |                         |
| 310104 | Xuhui (徐汇区 Xúhuì Qū)         | 54,76                   | 1.085.130               | 1.085.130                          | Xujiahui pod-distrikt      | 200000                  | 12                      | 1                       |                         | 306                     |                         |                         |                         |
| 310105 | Changning (长宁区 Chángníng Qū) | 38,30                   | 690.571                 | 690.571                            | Jiangsu                    | 200000                  | 9                       | 1                       |                         | 184                     |                         |                         |                         |
| 310106 | Jing'an (静安区 Jìng'ān Qū)     | 37,37                   | 1.077.284               | 1.077.284                          | Jiangning put pod-distrikt | 200000                  | 13                      | 1                       |                         | 283                     | 1                       |                         |                         |
| 310107 | Putuo (普陀区 Pǔtuó Qū)         | 54,83                   | 1.288.881               | 1.288.881                          | Zhenru gradić              | 200000                  | 8                       | 2                       |                         | 245                     | 7                       |                         |                         |
| 310109 | Hongkou (虹口区 Hóngkǒu Qū)     | 23,48                   | 852.476                 | 852.476                            | Jiaxing put pod-distrikt   | 200000                  | 8                       |                         |                         | 226                     |                         |                         |                         |
| 310110 | Yangpu (杨浦区 Yángpǔ Qū)       | 60,73                   | 1.313.222               | 1.313.222                          | Pingliang put pod-distrikt | 200000                  | 11                      | 1                       |                         | 307                     |                         |                         |                         |
| 310112 | Minhang (闵行区 Mǐnháng Qū)     | 371,68                  | 2.429.372               | 2.429.372                          | Xinzhuang gradić           | 201100                  | 3                       | 9                       |                         | 408                     | 136                     |                         |                         |
| 310113 | Baoshan (宝山区 Bǎoshān Qū)     | 270,99                  | 1.904.886               | 1.844.435                          | Youyi put pod-distrikt     | 201900                  | 3                       | 9                       |                         | 350                     | 108                     |                         |                         |
| 310114 | Jiading (嘉定区 Jiādìng Qū)     | 458,80                  | 1.471.231               | 1.223.354                          | Xincheng Road Subdistrict  | 201800                  | 3                       | 7                       |                         | 153                     | 146                     |                         |                         |
| 310115 | Pudong (浦东新区 Pǔdōng Xīnqū)  | 1210,41                 | 5.044.430               | 4.487.147                          | Huamu pod-distrikt         | 201200 & 201300         | 12                      | 24                      |                         | 829                     | 371                     |                         |                         |
| 310116 | Jinshan (金山区 Jīnshān Qū)     | 586,05                  | 732.438                 | 452.360                            | Shanyang gradić            | 201500                  | 1                       | 9                       |                         | 88                      | 124                     |                         |                         |
| 310117 | Songjiang (松江区 Sōngjiāng Qū) | 604,71                  | 1.582.398               | 1.342.889                          | Fangsong pod-distrikt      | 201600                  | 4                       | 11                      |                         | 185                     | 86                      |                         |                         |
| 310118 | Qingpu (青浦区 Qīngpǔ Qū)       | 675,54                  | 1.081.022               | 815.411                            | Xiayang pod-distrikt       | 201700                  | 3                       | 8                       |                         | 97                      | 184                     |                         |                         |
| 310120 | Fengxian (奉贤区 Fèngxián Qū)   | 687,39                  | 1.083.463               | 636.546                            | Nanqiao gradić             | 201400                  |                         | 8                       |                         | 107                     | 177                     |                         |                         |
| 310151 | Chongming (崇明区 Chóngmíng Qū) | 1185,49                 | 703.722                 | 337.350                            | Chengqiao gradić           | 202100                  |                         | 16                      | 2                       | 67                      | 270                     |                         |                         |

## Stanovništvo
Prema popisu stanovništva iz 2000. god. u Šangaju je živjelo 16.737.734 stanovnika, no već prema popisu 2010. godine ukupan broj stanovnika u gradu iznosi 23.019.148, što je povećanje broja stanovnika od 37,53% u 10 godina. Prema tomu, Šangaj je najveći grad od četiri općine koje su pod izravnom upravom središnje kineske vlade; premda Chongqing službeno ima veći broj stanovnika, unutar granica grada - u urbanom području, taj broj je značajno manji. Koncem 2017. godine procjenjuje se da je u gradskom području Šangaja živilo oko 24.183.300 rezidencijalnih stanovnika.
| 1954.     | 1982.      | 2000.      | 2010.      | 2014.      |
| --------- | ---------- | ---------- | ---------- | ---------- |
| 6.204.400 | 11.859.700 | 16.407.700 | 23.019.200 | 24.256.800 |

## Gospodarstvo
Grad je dugo bio jedan od vodećih centara tekstilne industrije Narodne Republike Kine. Drugi važni proizvodni sektori su proizvodnja kemijskih i farmaceutskih proizvoda, vozila (uglavnom brodovi), strojevi, čelik, papir i tiskovine. Osim toga, električna i elektronička oprema i uređaji poput računala, radija i kamera izrađuju se u velikom opsegu.
Početkom kineskih ekonomskih reformi početkom 1980-ih, Šangaj je u početku bio nadmašen južnim pokrajinama, kao što je Guangdong. No, početkom 1990-ih kineska vlada pod Jiang Zeminom uložila je velika sredstva u Šangaj, s ciljem stvaranja novog gospodarskog središta u istočnoj Aziji.
Šangaj i Hong Kong su rivali za rang najveće poslovne metropole u Kini. Hong Kong ima tu prednost što ima više iskustva u tom polju, posebno u bankarstvu, no Šangaj ima bliže veze s kineskim zaleđem i središnjom vladom u Pekingu. U isto vrijeme, u Šangaju ima više prostora za nova ulaganja, dok je prostor u Hong Kongu ograničen.
Osnovana 1990. godine, Šangajska burza (SSE) danas je glavna burza u Kini. God. 2002., Shanghai Gold Exchange (SGE), najveća robna razmjena u Kini za plemenite metale (zlato, srebro i platina). Šangaj se nalazi na šestom mjestu u poretku najvećih svjetskih financijskih centara (od 2018.).
Od 1991. gospodarski rast u Šangaju bio je dvoznamenkasti, što grad čini jedinom regijom u Kini koja to postiže. Godišnji gospodarski rast u Šangaju je oko dvanaest posto i pao je do 2015. na 8 posto. U 2015. godini Šangaj je zaradio 2,50 bilijuna juana (401 milijardu dolara) u BDP-u, stavljajući ga na 12. mjesto među kineskim pokrajinama. BDP po glavi stanovnika iznosio je 113.511 juana (17.090 USD) godišnje (na trećem mjestu među kineskim pokrajinama). Razina prosperiteta u pokrajini iznosila je 210% kineskog prosjeka, otprilike jednako kao u Češkoj. Šangaj je kineski grad s najvećim gospodarskim rezultatom, te se nalazi na 8. mjestu u svijetu prema rangiranju gradova prema bruto domaćem proizvodu (prilagođenom kupovnoj moći) 2014. godine.
God. 1984 u Antinu je Volkswagen kao joint venture izgradio prvu tvornicu „zapadnjačkih” automobila. Šangajski Volkswagen je imao tržišni udio od oko 60 posto u Kini, što je u stalnom padu zbog sve veće konkurencije. Međutim, visoke uvozne carine na strana vozila čine ih još skupljima. Nakon pristupanja Kine Svjetskoj trgovinskoj organizaciji (WTO) povodom konferencije APEC-a 2001. ogd., uvozne carine postupno su se smanjivale.
U Šangaju radi oko 300.000 tajvanskih i 50.000 drugih stranaca, uglavnom iz Japana, SAD-a, Južne Koreje, Singapura, Njemačke (7000), Francuske i Kanade. Većina njih radi u tvrtkama sa stranim kapitalom ili stalnim stranim predstavništvima.

## Zbratimljeni gradovi
| - Aarhus Danska (2003.) - Aden Jemen (1995) - Alexandria Egipat (1992.) - Alžir (2003.) - Antwerpen Belgija (1984.) - Bangkok Tajland (2014.) - Barcelona Španjolska (2001.) - Basel Švicarska (2007.) - Beograd Srbija (2018.) - Borås Švedska (2007.) - Bratislava Slovačka (2003.) - Budimpešta Mađarska (2013.) - Busan Južna Koreja (1993.) - Casablanca Maroko (1986.) - Chiang Mai Tajland (2000.) - Chicago SAD (1985.) - Colombo Šri Lanka (2003.) - Constanța Rumunjska (2002.) - Cork Irska (2005.) - Dubai Ujedinjeni Arapski Emirati (2000.) - Dunedin Novi Zeland (1994.) - Espoo Finska (1998.) - Gothenburg Švedska (1986.) - Guayaquil Ekvador (2001.) | - Haifa Izrael (1994.) - Hamburg Njemačka (1986.) - Hamhung Sjeverna Koreja (1982.) - Hauraki Novi Zeland (2003.) - Ho Ši Min Vijetnam (1990.) - Houston SAD (2015.) - Istanbul Turska (1989.) - Jalisco Meksiko (1998.) - Karachi Pakistan (1984.) - Kuopio Finska (2012.) - KwaZulu-Natal JAR (2001.) - Liverpool Ujedinjeno Kraljevstvo (1999.) - London Ujedinjeno Kraljevstvo (1996.) - Manaus Brazil (2009.) - Manila Filipini (1983.) - Maputo Mozambik (1999.) - Marseille Francuska (1987.) - Milano Italija (1979.) - Montreal Kanada (1985.) - Mumbai Indija (2014.) - Nagasaki Japan (1986.) - New York City SAD (2007.) - Nikozija Cipar (2004.) - Osaka Japan (1974.) | - Oslo Norveška (2001.) - Phnom Penh Kamerun (2009.) - Pirej Grčka (1985.) - Pomeransko vojvodstvo Poljska (1985.) - Port Vila Vanuatu (1994.) - Porto Portugal (1995.) - Prag Češka - Rosario Argentina (1997.) - Rotterdam Nizozemska (1979.) - Sankt Peterburg Rusija (1988.) - Salzburg Australija (2004.) - San Francisco SAD (1979.) - Santiago de Cuba Kuba (1996.) - São Paulo Brazil (1988.) - Sarajevo Bosna i Hercegovina (2008.) - Seoul Južna Koreja (2014.) - Sofija Bugarska (2014.) - Taškent Uzbekistan (1994.) - Valparaíso Čile (2001.) - Windhoek Namibija (1995.) - Winston-Salem SAD (2006.) - Zagreb Hrvatska (1980.) - Yokohama Japan (1973.) |

## Vanjske poveznice
- Službena stranica grada  Arhivirana inačica izvorne stranice od 25. lipnja 2008. (Wayback Machine)
- Šangaj proglašen četvrtu godinu za redom kao najkonkurentniji grad u Kini  Arhivirana inačica izvorne stranice od 16. lipnja 2019. (Wayback Machine), kina-danas.com, Pristupljeno 16. lipnja 2019.
- Živjeti u Šangaju, Jutarnji list
- Maja Z., Šangaj, putopisi.net